# Stadttempel

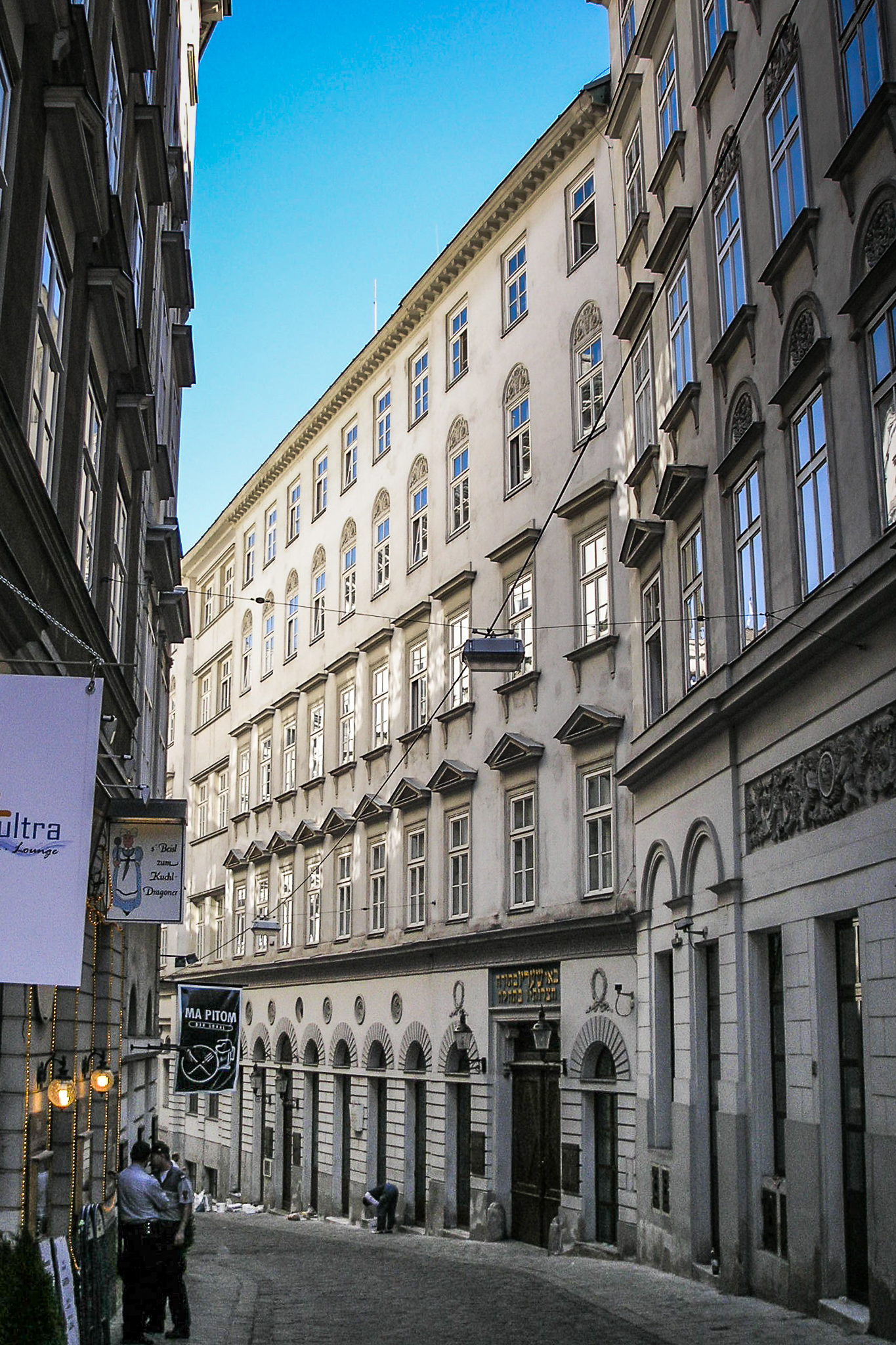
Seitenstettengasse 4, ahol a Stadttempel található

A Stadttempel Bécs fő zsinagógája. Az osztrák főváros I. kerületében, az Innere Stadtban található a Seitenstettengasse 4. szám alatt, ezért a zsinagógát Seitenstettentempelnek is nevezik. 1938 előtt a bécsi zsinagógák és imatermek nagy száma miatt az volt a szokás, hogy az intézményeket utcákról vagy sikátorokról nevezik el.

## Története

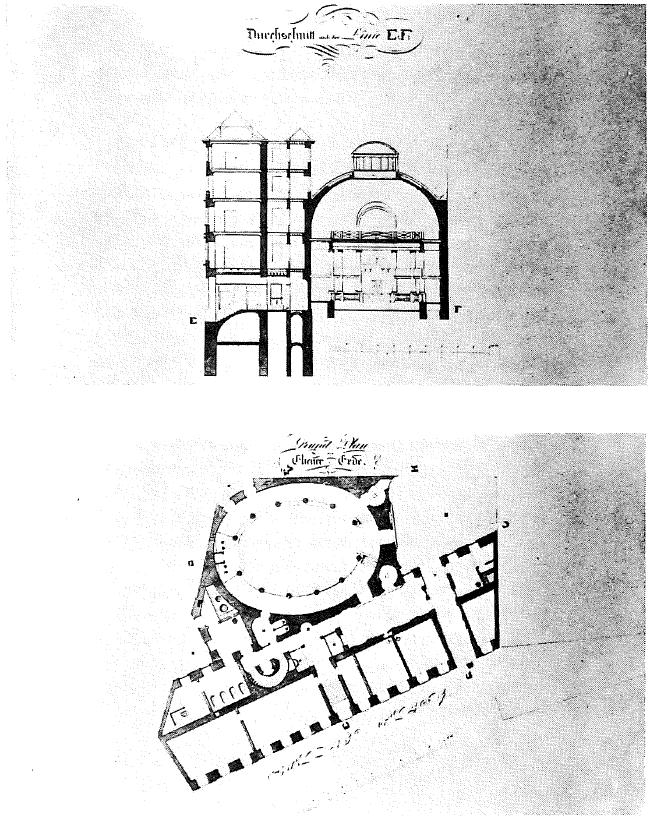
Joseph Kornhäusel által készített tervek

Egyes zsidó családok 18. század végi gazdasági fellendülésével és a zsidók emancipációs törekvéseivel, amelyeket II. József császár türelmi rendelete tett lehetővé, felmerült az ötlet, hogy a városközpontban egy reprezentatív zsinagógát építsenek. Ezt az elképzelést a zsidó hitközség elöljárósága is támogatta, és 1819-ben levélben közölte valamennyi tagjával. A leendő építési területek közül kettőt a magisztrátus nem hagyott jóvá. 1811-ben Michael Lazar Biedermann és Isaak Löw Hofmann 90 000 guldenért megvették a mai Seitenstettengasse-ban található Pempflingerhofot. 1823-ban azonban az épületet rossz állapota miatt le kellett bontani, és Joseph Kornhäusel, korának egyik leghíresebb bécsi építésze kapott megbízást egy új épület megtervezésére. A klasszicista stílusú épület alapkövét 1825. december 12-én rakták le. Az ünnepélyes megnyitót 1826. április 9-én tartották.

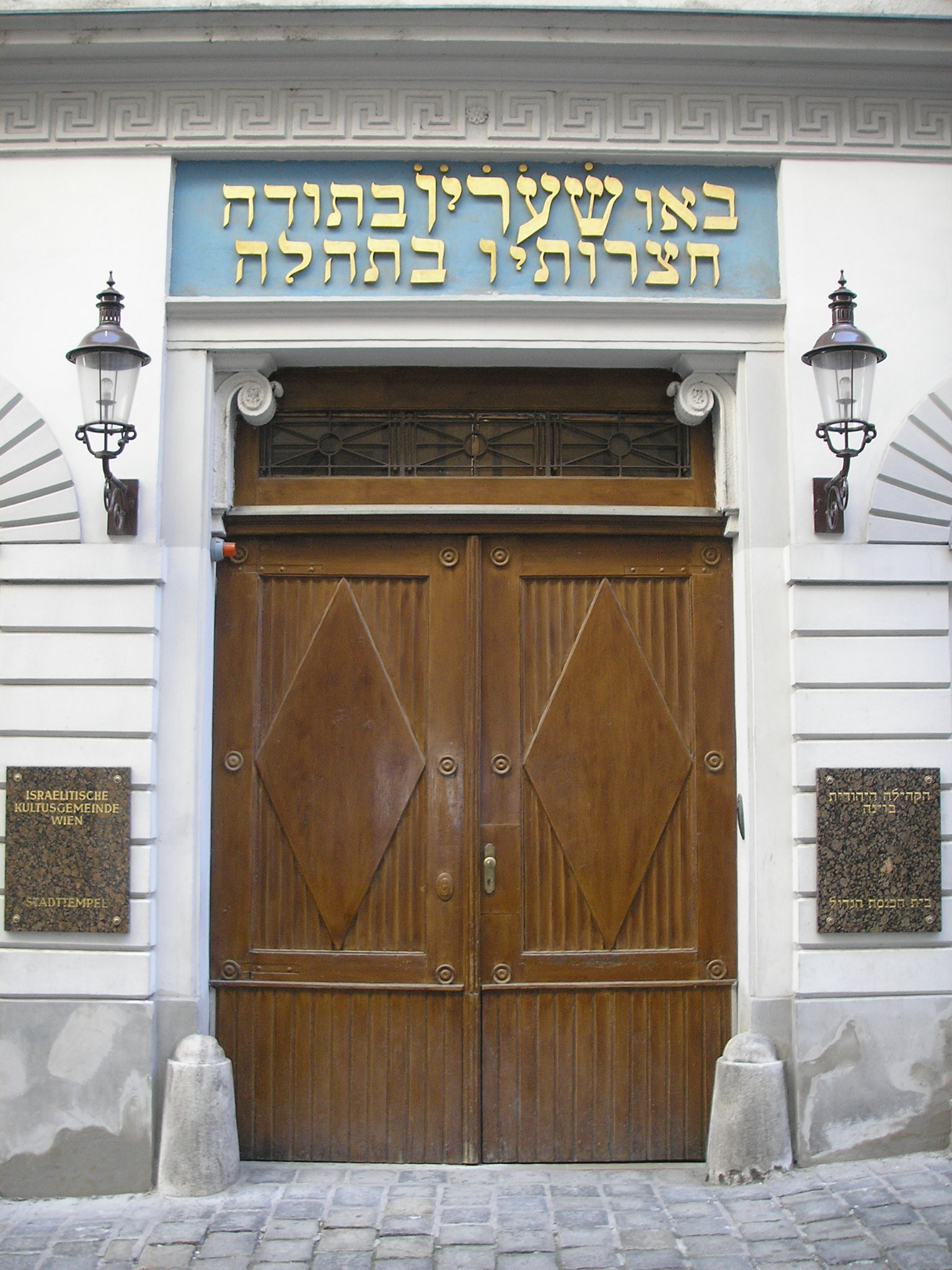
A bejárati kapu (a felirat magyarázata a szövegben)

Az akkor hatályos rendelkezések szerint a nem katolikus imahelyeknek, az úgynevezett tolerancia imaházaknak „rejtve” kellett maradniuk, és nem lehettek közvetlenül láthatóak az utcáról. Max Eisler (1881–1937, ortodox zsidó) művészettörténész ezért úgy beszélt a zsinagógáról, mint „ambivalens korának emlékművéről”. [...] Kívül – mivel a zsidók nem jelölhették meg imahelyeiket az utcán – mint egy lakóház, belül mint egy színház. Csak nem templom”. Maga a zsinagóga tehát egy ötemeletes, 14 ablaktengelyes, klasszicista homlokzatú lakóépület mögött található, amely a zsidó hitközség létesítményeinek otthonaként szolgál. Az önálló épületként épült Stadttempelbe az utcai épületen keresztül lehet bejutni.
Az utcai épület bejárati kapuja fölött található felirat (Zsolt 100,4):
|  | „bo'u sche'araw betoda chatzerotaw bitehilla” |
|  |                                               |

|  | „Menjetek be kapuin hálaénekkel, udvaraiba dicsérettel!” |
|  |                                                          |

A schearaw betűi, amelyeket méretükkel hangsúlyoznak – jobbról az 1. sorban a negyedik betűvel kezdve – egy számot eredményeznek, amely az építés évére emlékeztet: sin/300 + ajin/70 + rés/200 + jod/10 + váv/6 = 586 - gondolja elé az 5000-ret, ami 5586 a zsidó naptár szerint = 1825/26.

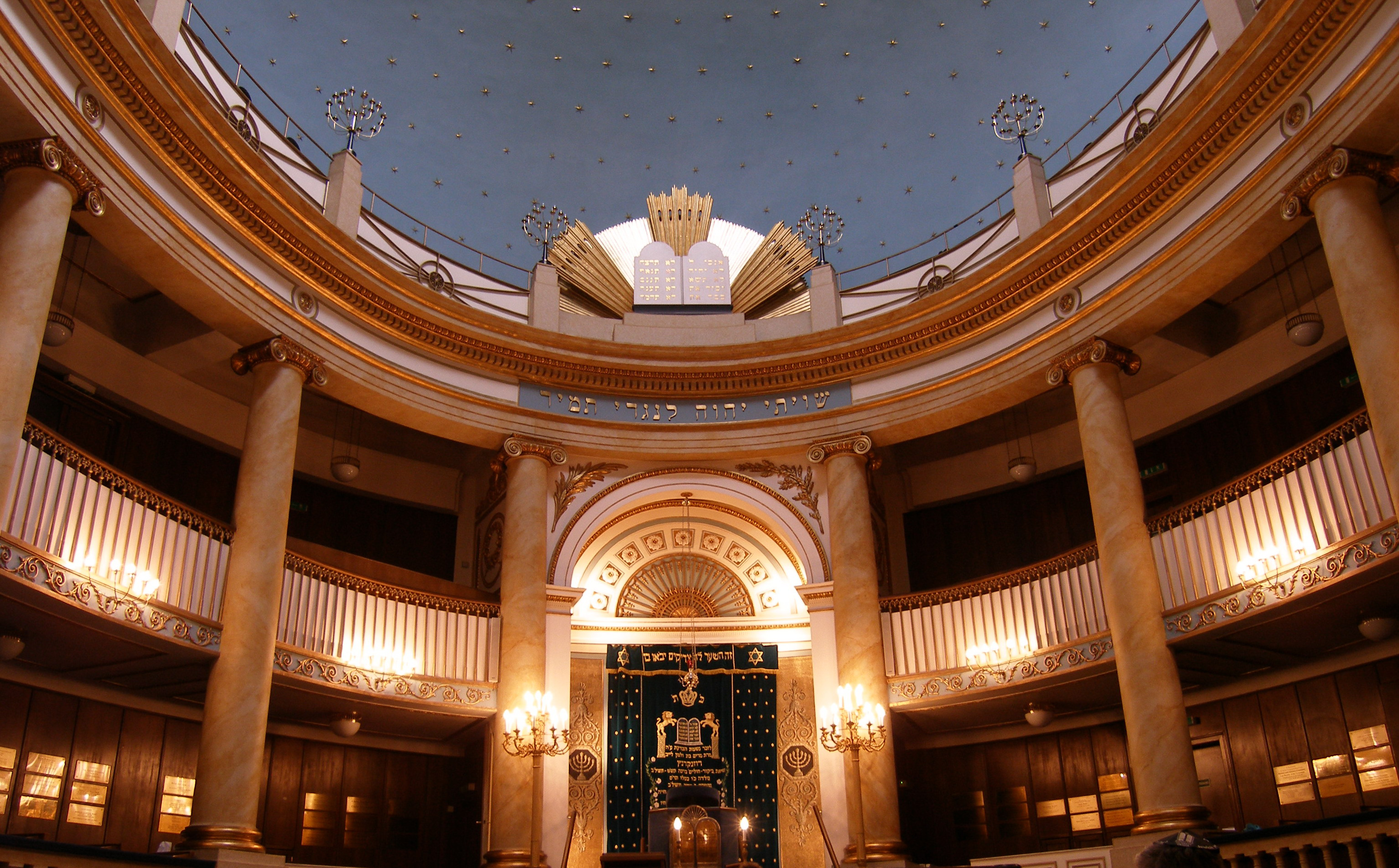
A zsinagóga belseje, 2006

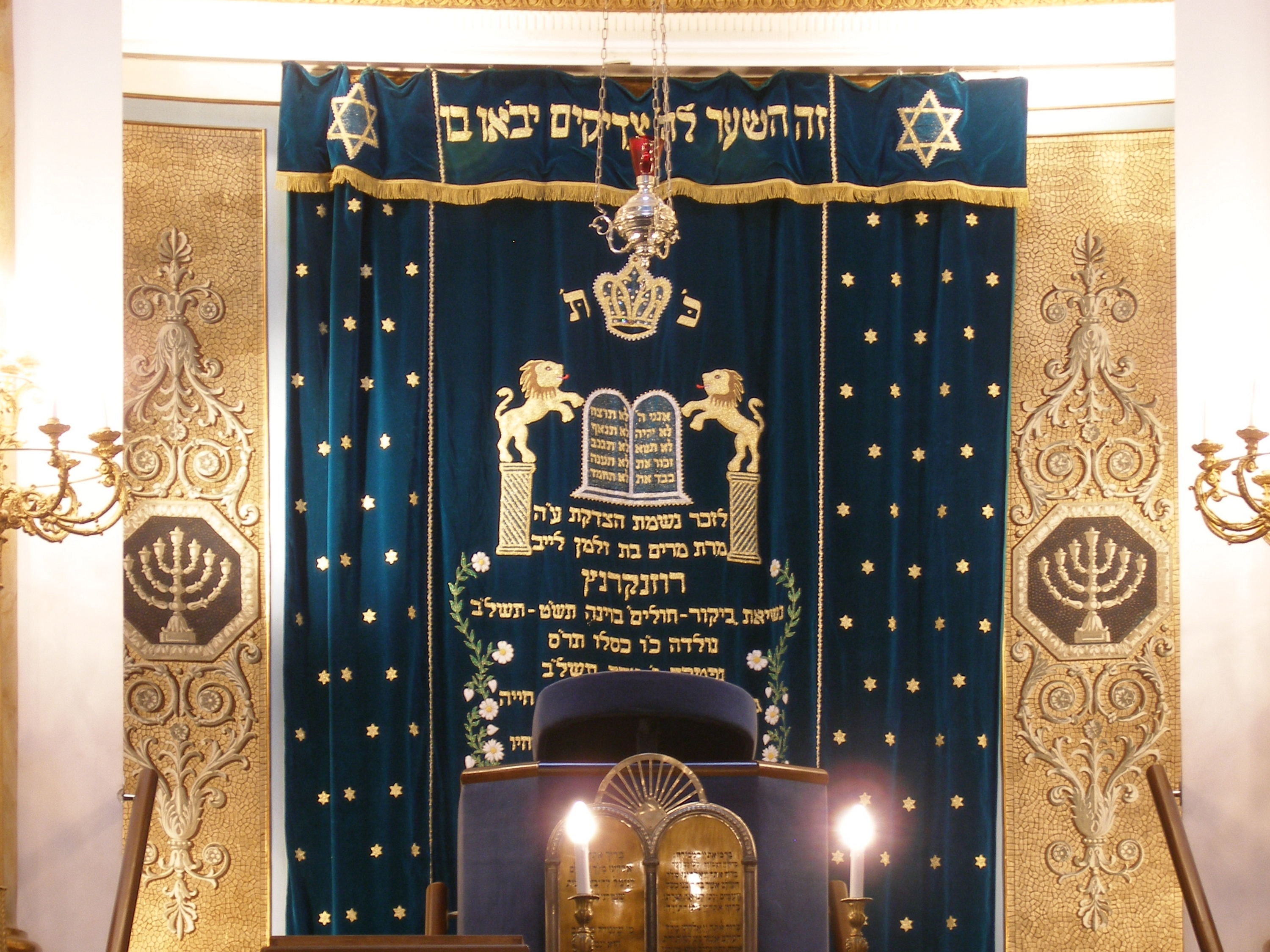
A bécsi Stadttempel – függöny a frigyszekrény előtt

Az ovális imaterem tizenkét ión oszloppal van körülvéve, amelyek a női galériát támasztják alá. A földszint a férfiak számára van fenntartva. A zsinagóga összesen mintegy 700 férőhellyel rendelkezik. A terem elülső részén, a kupola alatt találhatóak a tízparancsolat kőtáblái.
A mai terem- és világításkialakítás már nem felel meg az eredeti állapotnak, mert már az 1895-ben Wilhelm Stiassny által végzett első felújítás alkalmával változtattak a női galérián, a kupola díszítésén és a világításon, miután 1867-ben bevezették a gázvilágítást. A második felújítás 1923-ban következett. A jelenlegi állapot az 1963-ban elvégzett általános felújítás eredménye. 1934-ben a Zsidó Frontkatonák Egyesülete (Bund jüdischer Frontsoldaten) emléktáblát helyezett el az előcsarnokban az első világháborúban elesett zsidó katonák emlékére.

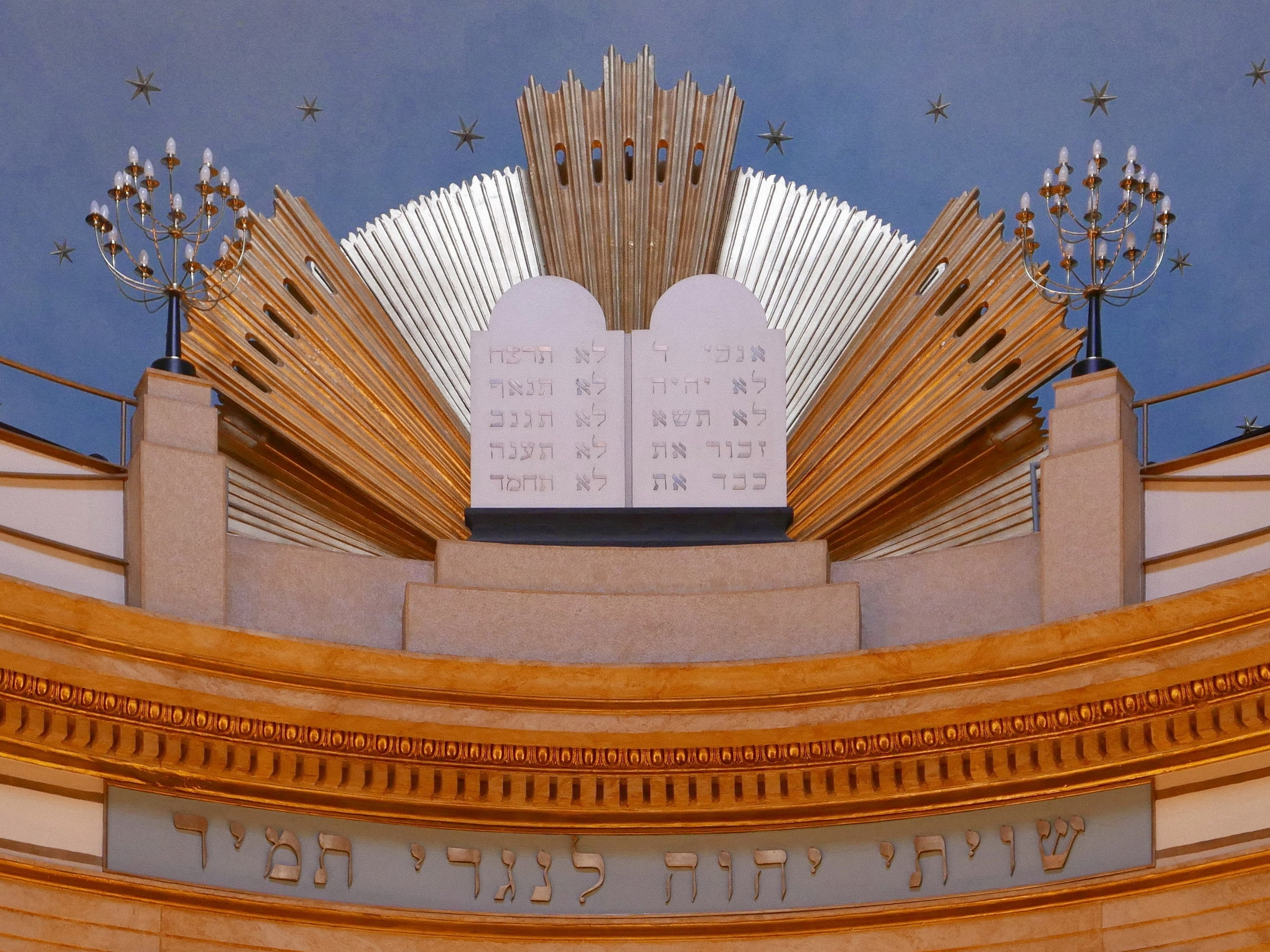
A tóraszentély fölött találhatóak a tízparancsolat táblái

Az első rabbi, aki itt szolgált, 1865-ben bekövetkezett haláláig, Isaak Mannheimer volt. 1826-ban az ő javaslatára nevezték ki Salomon Sulzert kántornak Bécsben.

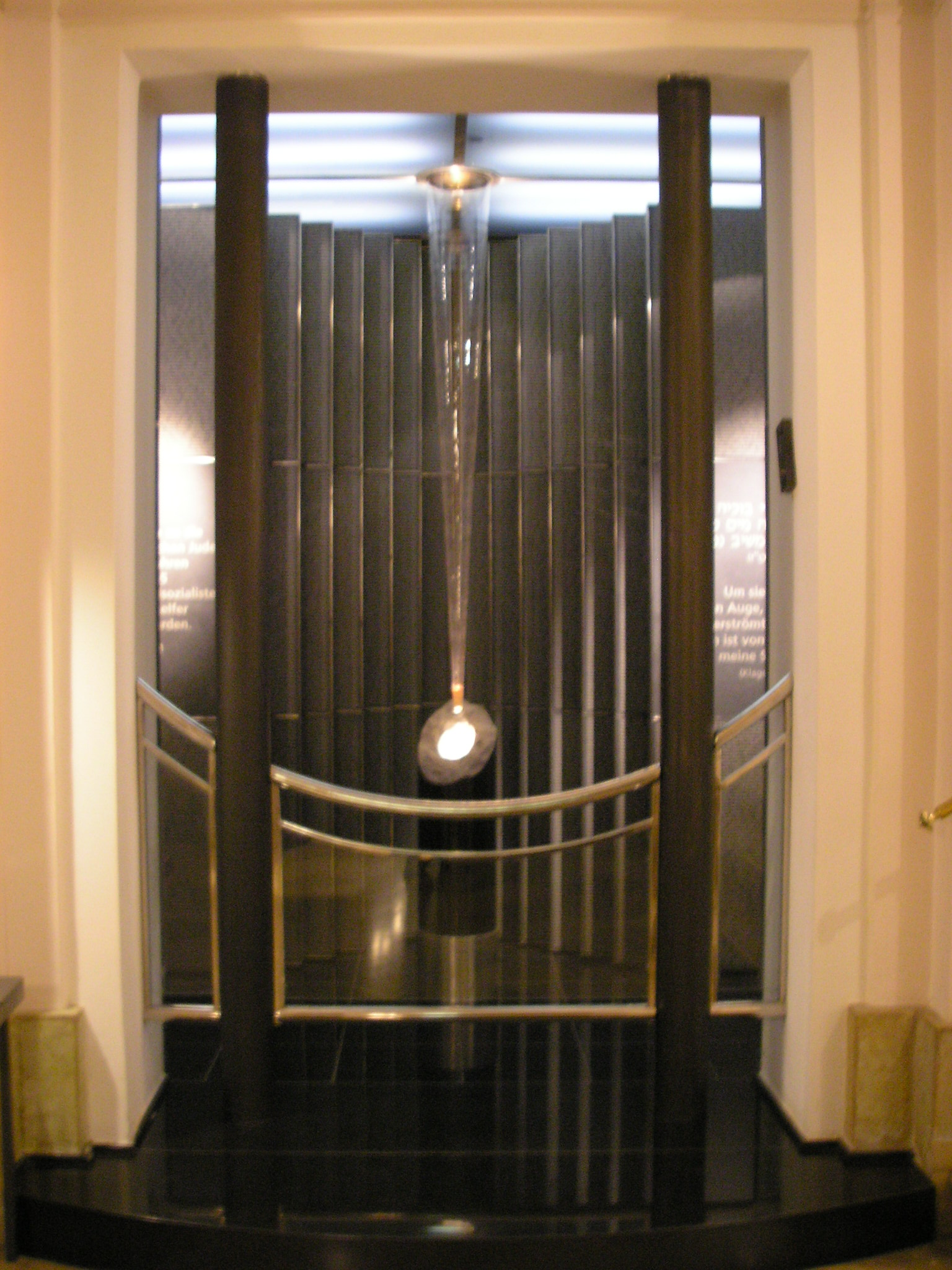
A 2002-ben felállított holokauszt-emlékmű a bejáratnál

Míg Bécs több mint 130 zsinagógája és imaháza közül az összes többit felgyújtották az 1938. november 9-10-i kristályéjszakán, Bécs fő zsinagógája volt az egyetlen, amelyik megmenekült a pusztulástól, mivel lakóházak közé volt ékelődve. A belső teret azonban meggyalázták, megrongálták, és a bécsi zsidók gyűjtőtáboraként használták, akiket aztán deportáltak, majd a holokauszt során meggyilkoltak. Ennek emlékére 1988 szeptemberében emléktáblát avattak az előcsarnokban.
Az előcsarnokban több emléktábla található, az egyik a halhatatlan rabbiknak, akik a Stadttempelben tevékenykedtek. 1894 óta, amikor Moritz Güdemann főrabbi, aki addig a Leopoldstädter Tempelben működött, a Seitenstettengasse-i zsinagógába került, a Stadttempel lett hagyományosan az összes bécsi főrabbi zsinagógája. „Az 1938–1945 sorsdöntő években életüket vesztett zsidó férfiak, nők és gyermekek emlékére” felirat megtalálható az „Ávinu Málkénu” imádság versével együtt: „Atyánk, királyunk, tedd meg azokért, akiket Szent Nevedben gyilkoltak meg” egy másik emléktáblán, amelyet 1945 után helyeztek el. Egy másik emlékmű az 1948-as izraeli felszabadító háborúban elesett egykori osztrák zsidóknak állít emléket. Az előcsarnokban található Aron Menczer, a fiatalok Palesztinába irányuló bevándorlási mozgalmának vezetője és a Bécsi Cionista Ifjúság emlékműve is, amelyet 1993. június 3-án avattak fel. 2002. november 9-én itt leplezték le a 65 000 meggyilkolt osztrák zsidó emlékművét. Forgatható táblák között, amelyeken a meggyilkoltak nevei szerepelnek, egy törött gránitoszlop áll a nemzetiszocialisták által elpusztított közösség szimbólumaként, amely 1938-ig a zsidóság egyik legnagyobb központja volt. A zsinagógában számos más, rokonok által adományozott emléktábla emlékezik a zsidóüldözés áldozataira.
1945 őszétől ismét lehetett istentiszteleteket tartani az ideiglenesen felújított zsinagógában. 1946. április 2-án Theodor Körner, Bécs polgármestere jelenlétében ünnepélyes istentiszteletet tartottak a felavatás 120. évfordulója alkalmából, amelyet rádión keresztül az Egyesült Államokba, Nagy-Britanniába és Palesztinába is közvetítettek, de csak 1947 szeptemberében állították fel újra a padokat.

### Különleges események
1949. augusztus 14-én itt helyezték el Herzl Tivadar és szülei, valamint nővére koporsóját Izrael kék-fehér zászlaja alatt, mielőtt Izraelbe szállították volna őket. Ezen az ünnepségen többek között az akkori főrabbi, Eisenberg Akiba is felszólalt: „Herzl szelleme, aki mindig büszkén hirdette és mindannyiunkkal hirdettette: Zsidó vagyok!", annak az embernek a szelleme, aki Józsefhez hasonlóan hitt a megváltásban, Herzl szelleme él, a föld és a nép él."
Mielőtt Izraelbe szállították volna, 1950 novemberében itt helyezték el Zwi Perez Chajes egykori főrabbi földi maradványait is.
1958-ban, a bécsi Staatsoper egyik vendégszereplése során a híres tenor, Richard Tucker kántorként énekelt a templomban, hogy kifejezze tiszteletét Salomon Sulzer iránt; s életrajza szerint ez volt élete „egyik legnagyobb élménye”.
1963-ban, 9 hónapos felújítási munka után nyitották meg újból a zsinagógát. A terveket Otto Niedermoser készítette.
1976-ban a Stadttempel felavatásának 150. évfordulója alkalmából ünnepi istentiszteletet tartottak, amelyen számos osztrák politikus, például Bruno Kreisky, Otto Rösch, Christian Broda, Hannes Androsch és Karl Lütgendorf vett részt.
1984-ben Paul Chaim Eisenberg főrabbi néhány méterrel arrébb, a terem közepére helyeztette át a bimát, hogy megfeleljen a háláchá, az ortodox hagyomány követelményeinek.
1988-ban a zsinagógát Richard Lugner építési vállalkozó ismét felújította, és különösen az előcsarnokokat tette tágasabbá.
2001-ben a Stadttempel építésének 175. évfordulóját a híres tenor, Neil Shicoff részvételével és Thomas Klestil szövetségi elnök jelenlétében ünnepelték.

### Terrortámadások 1979-ben és 1981-ben
1979. április 22-én fél kilogramm plasztik robbanószer robbant fel a zsinagóga udvarán. Senki sem sérült meg, de az összes üvegablak összetört, és jelentős anyagi kár keletkezett. A merénylők teljesen akadálytalanul tudtak behatolni a zsinagógába; ezt követően az As-Saika nevű palesztin szélsőséges csoport vállalta magára a merénylet elkövetését.
1981. augusztus 29-én a Fatah Forradalmi Tanács palesztin szélsőséges csoport két fegyveres terroristája támadást hajtott végre a Stadttempel ellen, két embert megölve és 21-et megsebesítve, néhányukat közülük súlyosan. A támadók, akik közül az egyik már korábban részt vett a Heinz Nittel elleni támadásban, szombaton 11 óra 30 perckor, az istentisztelet alatt hatoltak be a zsinagógába, kézigránátokat dobtak el és a tömegbe lőttek. A golyózáporban súlyosan megsérültek a biztonsági szolgálatra kirendelt rendőrök és két magánőr. Az egyik támadót egy véletlenül jelen lévő magánnyomozó meglőtte, és az ezt követő nagyszabású hajtóvadászat során a környéken letartóztatták. A második terroristát is elfogták egy üldözés után, amelynek során megölt két járókelőt, és kézigránátot dobott egy járőrkocsira.
A Stadttempel, mint a többi ausztriai zsidó intézmény, még ma is folyamatos rendőri védelem alatt áll.

### 2020-as terrortámadás
2020. november 2-án este terrortámadás történt Bécs belvárosában, a Seitenstettengasse és a nyüzsgő Bermudadreieck negyedben. Öt ember (köztük az elkövető) meghalt, 22 másik pedig megsérült, néhányan súlyosan.

## Szervezet

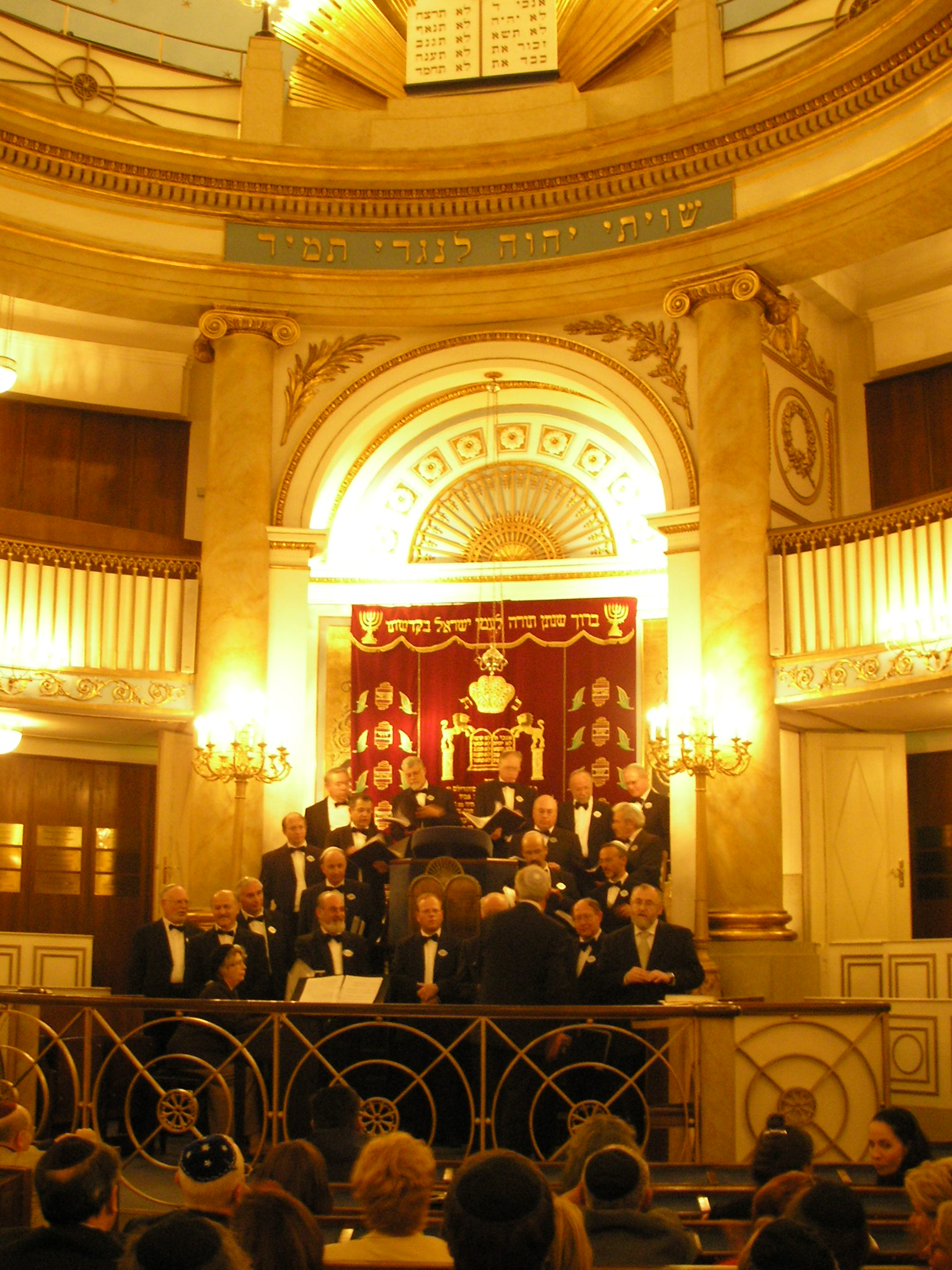
Kántorkoncert

A Stadttempel rabbijai 1894 óta, amikor Güdemann főrabbi a Leopoldstädter Tempelből a Seitenstettengasse-ra költözött, egyben Bécs főrabbijai is, 2016-tól 2019 júniusáig Arie Folger, 2020 óta pedig Jaron Engelmayer. A Bécsi Zsidó Múzeum vezetett túrákat kínál a Stadttempelbe. 1990 óta Paul Chaim Eisenberg javaslatára évente kántorkoncerteket is rendeznek itt, a világ minden tájáról érkező híres kántorok, például Naftali Herstik részvételével. 
Jelenleg a bécsi zsidó hitközségnek mintegy 7000 bejegyzett tagja van.

## Fordítás
- Ez a szócikk részben vagy egészben  a   Stadttempel című német Wikipédia-szócikk ezen változatának fordításán alapul.  Az eredeti cikk szerkesztőit annak laptörténete sorolja fel. Ez a jelzés csupán a megfogalmazás eredetét és a szerzői jogokat jelzi, nem szolgál a cikkben szereplő információk forrásmegjelöléseként.